# ヴァルター・オイケン
ヴァルター・オイケン（独: Walter Eucken, 1891年1月17日 - 1950年3月20日）は、ドイツの経済学者で、社会的市場経済の先駆者であり、ドイツ型新自由主義とされているオルド自由主義のフライブルク学派を創設した。

## 経歴

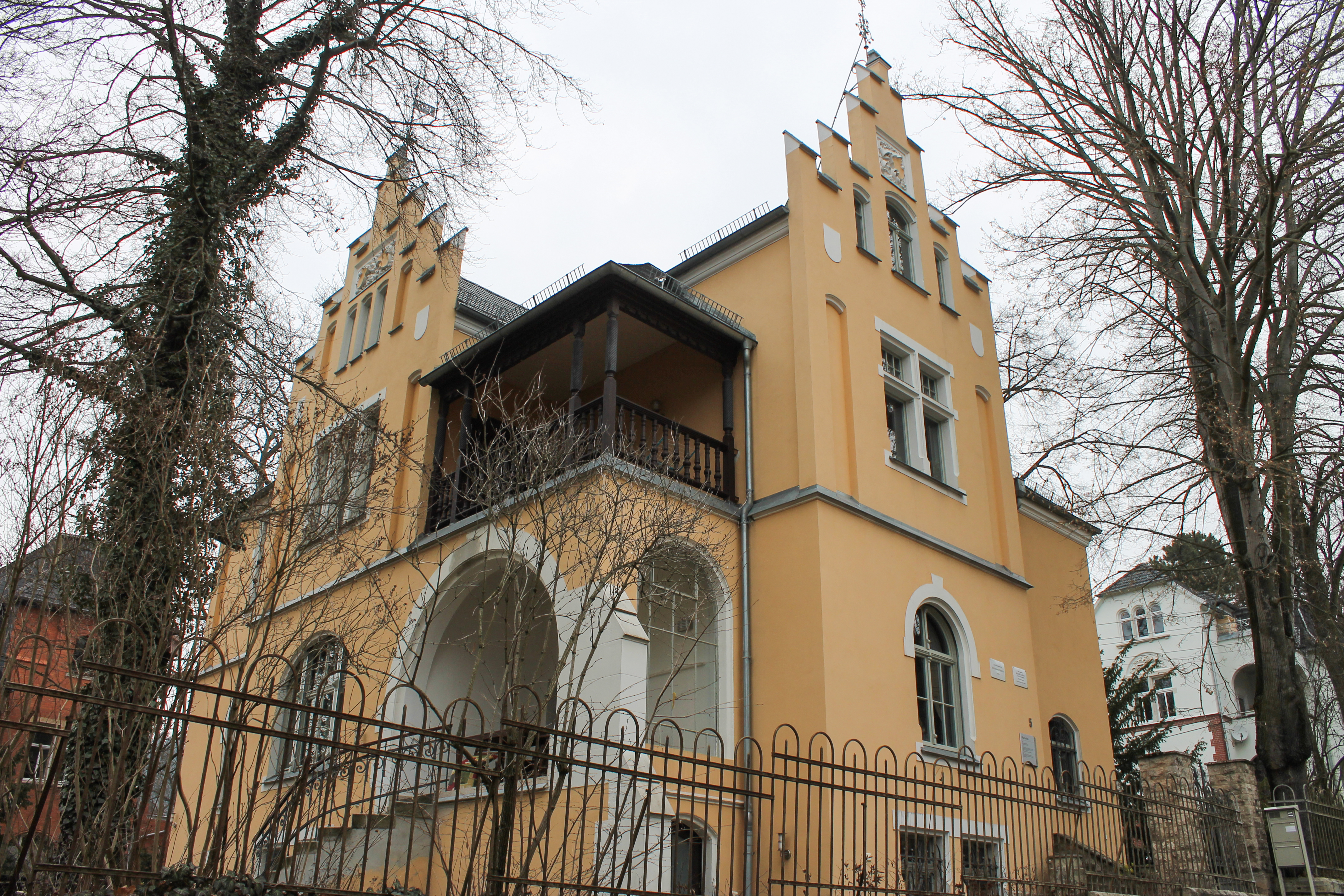
イェーナにあるオイケン邸

ヴァルター・オイケンは、イェーナで幼少時代を過ごした。父親は哲学者でノーベル文学賞受賞者のルドルフ・オイケンであり、母親は画家のイレーネ・オイケンである。兄弟には物理化学者のアーノルト・オイケンがいる。
学生時代はクリスティアン・アルブレヒト大学キール、ライン・フリードリヒ・ヴィルヘルム大学ボン、フリードリヒ・シラー大学イェーナで過ごし、歴史学、国家学、国民経済論、法学を学んだ。1910年からは、ザクソニア学友会キールのメンバーとなった。ヘルマン・シューマッハーのもとで学位論文を執筆して卒業。第一次世界大戦以降は、フリードリヒ・ヴィルヘルム大学でシューマッハーの助手を務めた。この時期には、シュモラー年報の編集者としても活動している。1920年、スモレンスク生まれのユダヤ人作家エディト・エァデジーク（Edith Erdsiek）と結婚。
1921年、大学教授資格をベルリンで取得。1925年までは私講師で、1925年には、エバーハルト・カール大学テュービンゲンの招聘で教壇に立った。1927年、アルベルト・ルートヴィヒ大学フライブルクで教授を務め、彼が死ぬまでそこで活動した。「経済政策の基本」を完成させるよりも少し前になくなり、ちょうどロンドン・スクール・オブ・エコノミクスで「This Unsuccessful Age」というタイトルの公演を行ったあとであった（1952年に出版）。

## 業績
1930年代初頭、ヴァルター・オイケンは、法学者のフランツ・ベームとハンス・グロースマン＝デルツとともにオルド自由主義の「フライブルク学派」を築きあげた。1933年からフライブルクで学長マルティン・ハイデッガーがナチズム的な大学体制を導入し、学問業界におけるユダヤ人迫害が始まったとき、オイケンは公に立場を明らかにした。歴史家のベルント・マルティンによると、オイケンは「マルティン・ハイデッガーの本当の敵対者」であった。
1936年になると、オイケンとその友人たちはナチス学生組合に命を狙われ、さらにオイケンの妻と家族はユダヤ系であるとして脅迫されていた。それにも関わらずオイケンは当時、「学問の戦い」というタイトルで思考の自由を支持する講演をおこなっていた。ゲシュタポは、何度もオイケンに尋問したが、しかし彼を逮捕することはなかった。フライブルク・サークルの友人3人、経済学者のアドルフ・ランペとコンスタンティン・フォン・ディーツェ、歴史家のゲルハルト・リッターは、戦争が終わるまで勾留された。
オイケンは、フランスとアメリカ軍政のアドバイザーに所属していた。ルートヴィヒ・エアハルトとアルフレート・ミュラー＝アルマックが、戦後まもない頃の計画経済的な行政運営を変更した改革の根底には、後にオルド自由主義と呼ばれるようになった経済政策の基本思想があった。
オイケンは経済を研究しただけではなく、哲学と歴史にも強い関心を持ち、様々な領域の学者や芸術家たちと意見交換を行った。彼と交流があったのは、フリードリヒ・ハイエク、ヨーゼフ・シュンペーター、ヴェルナー・ハイゼンベルク、アウグスト・マッケ、エルンスト・ルートヴィヒ・キルヒナー、マックス・レーガー、ヘルマン・シュタウディンガーなどであった。1947年、オイケンがモンペルラン・ソサイエティーの創設に関与したとき、カール・ポパーなどとも交流を持つようになった。
彼にとって特に重要だったのは、エトムント・フッサールとの交友関係であり、オイケンに理論上の強い影響を与えた。経済におけるイデオロギーだけを研究するのではなく、もっと一般的に権力のイデオロギーにも注目するようになった。平和を乱す非合理主義の伝統があるとして、彼はそこに哲学者のフリードリヒ・ニーチェ、マルティン・ハイデッガー、さらにマルティン・ルターの主意主義、ジャン＝ジャック・ルソーの一般意志、アンリ・ド・サン＝シモンの進歩イデオロギーなどを加えた。

## 研究内容

### 基本思想
オイケンの研究の中心は、権力と不自由、そして貧困がどのように繋がっているのかという問題であった。この分析に基づいて、多大な可能性のある自由と、経済の合理的コントロールとを可能にする経済秩序のための基本条件を決めることができた。彼は、国家の経済政策は、経済秩序の形成に志向するべきであり、経済プロセスの操作に乗りだすべきではないと確信していた。このような考えのため、オイケンはオルド自由主義の創設者であり、社会的市場経済の祖のひとりであると見られている。
1939年に出版された『国民経済の基礎（Grundlagen der Nationalökonomie）』で、オイケンは秩序の相互依存という仮説を打ち立てた。それによると、市場経済－－オイケンはよく「流通経済（Verkehrswirtschaft）」という概念を用いた－－は、自由主義的な法治国家を生みだし、それに対して計画経済は、ナチスがドイツに導入し、ソ連やコメコンに加盟する東欧諸国でも実施されたものだが、このような経済は独裁制を生み出す。彼の死後1952年に、妻エディト・オイケン＝エァデジークと助手カール・パウル・ヘンゼルが出版した『経済政策の原則』も重要である。オイケンが考えた計画経済と市場経済における近代的な経済秩序の違いは、教科書のスタンダードになっている。しかし、オイケンにとってその違いは、しかし今日ではしばしば言われているような、国家の経済に対する積極性にあるのではない（国家比率参照）。そうではなく、その違いは、経済権力の分布にある。オイケンにとって、計画経済とは、中央が巨大な権力を有し、個々人の力を最大限奪うものであるのだが、これと対極に位置するのは、自由放任主義的な「自由市場経済」ではない。計画経済の対極に位置するのは、むしろ誰も他人を経済的に統制する権力を持たない状態での完全競争であった。この2つの極のあいだで、別の新たな経済秩序がある。それは、個々の権力集団が、価格政策やロビー活動によって、他の市場参加者の経済的自由に干渉することができる経済秩序である。
自由放任主義経済は、オイケンの考察によれば、自動的に権力集団たちによる経済統制をもたらす。だからオイケンは、ORDO年報の第一巻の序文で次のように説明している。
国家の活動が多いか少ないか－－この問いは完全に過去のものになっている。重要なのは、量の問題ではなく、質の問題なのである。国家は、経済プロセスをコントロールしようと試みてはならないし、経済を自由放任させてもならない。｛訳注：市場の｝形式を国家が計画するのはよい。経済プロセスを計画・統制するのはダメだ。形式とプロセスとの違いを確認し、扱うこと、それが本質的に大切なことである。そうした場合にのみ、小さなマイノリティではなく全ての市民が、価格調整メカニズムを通じて経済を統制できるという目標を達成することができる。このことが可能な唯一の経済秩序は、「完全競争」という秩序である。全ての市場参加者に、マーケットのルールを変える可能性が受け入れられれば、この秩序は実現可能である。それゆえ国家は、適切な法的枠組みによって、市場形式、つまり経営が行われるうえでのルールを設定しなければならないのである—Walter Eucken

### 社会福祉政策と景気刺激策
カール・ゲオルク・ツィンの見解によると、アルフレート・ミュラー＝アルマックは「社会福祉政策と国家の景気刺激策・構造政策にオイケンよりも極めて高い比重を置いた。オイケンにとって、社会福祉政策は、せいぜい「極端な苦境に対する最小措置」として必要であるに過ぎず、景気刺激策は、全く無駄であり、有害であるとすら考えていた。なぜなら、市場経済は理念的には、彼が秩序理論で考えていたように、景気・不景気を循環することなどないだろうからである。このテーゼはオイケンの考えの論理的帰結から生じた。それによると、市場のプロセスから内因性のものとして説明可能な景気循環は起こらないであろう。それゆえ、彼はすべての景気理論を不充分なものとして棄却した。ヴァルター・オイケンは、歴史学派の 代表者たちに対して、あらゆる具体的な経済状況は、一回限りの性質（Natur）に属すると認めた。それにも関わらず、彼は可能な限り、一般的に妥当する法則性を経済領域において確認することを支持した。なぜなら、現実はいつでも、経済的行為のいくつかの根本要素がひとつにミックスされることで存在してい るからであり、この混合において一回限りであるからである。
新自由主義は 社会問題を疎かにしているという広く流布した偏見は、オイケンにも該当しない。オイケンによれば、19世紀に工業化 （Industrialisierung）が導入され、社会福祉的な困難が生じていたとき、確かに自由な秩序という理念は、労働者に事実上自由をもたらさなかったという点で、抵抗にあった。しかしながら重要なのは、困窮は労働市場における需要の独占によって生じたのであり、カール・マルクスが 主張したように、工業化が進むなかで労働者が、生産手段の所有権を失ったからではない。19世紀半ば以来、労働者の状況が本質的に改善されたが、これは、 生産手段の所有権が労働者のもとに戻ってきたからではなくて、機械化が進展したことで労働の生産性が上昇したからであり、労働市場における需要の独占をさ らに改善することができたからである。社会福祉問題の改善は、私的所有権の廃止にあると考えてはならない。私有財産は確かに苦境を生み出しうるが、共有財 産も問題を生み出す。集産主義は、確かに失業を回避できるが、個人を不安定にするという重大な危険を引き起こすのであり、それに対して流通経済（市場経済）は、人々に経済的安定性を保証する。オイケンによれば、社会福祉政策は必要である。しかしそれは市場を失効させるようなことであってはならない。むしろ社会福祉政策は、秩序政策のなかに存在する。つまり、一面的な独占的権力を崩壊させ、物質財を企業と家計、雇用者と被雇用者のあいだで調和のとれたかた ち分配できるようによる競争である。
オイケンの考えでは、経済政策は、高い雇用率を維持することへの責任が含まれている。失業、事故保険、健康保険、老齢年金のような社会保障が必要であるということには異論はない。
しかし、競争政策以上に、「特別な社会福祉政策」によって、「隙間を埋め、硬直を和らげる予防措置」が必要であると彼は考えた。とくに「労働市場憲法（Arbeitsmarktverfassung）」に対しては、国家が動く必要性があるとオイケンは見ていた。なぜなら「労働は商品ではない」からであり、商品市場と労働市場には「注意されるべき」違いがある。「労働者保護策」は、困窮を除去するために必要である。国家の施策だけでなく、労働組合にも「労働者の立場を改善する」のに値する。独占的な状況にある組織であろうと、労働組合は「企業の独占的な優位によって登場しなければならない」。

## 著書
- Nationalökonomie – Wozu? Godesberg 1947 (zuerst als Beitrag, 1938)
- Die Grundlagen der Nationalökonomie. Jena 1939
- Unser Zeitalter der Misserfolge. Fünf Vorträge zur Wirtschaftspolitik. Tübingen 1951
- Grundsätze der Wirtschaftspolitik. Tübingen 1952
- Kapitaltheoretische Untersuchungen. Mohr, 1954

## 共著
- mit Franz Böhm und Hans Großmann-Doerth: Ordnung der Wirtschaft. (Einzelpublikationen) 1937 ff.
- mit Franz Böhm: ORDO. Jahrbuch für die Ordnung von Wirtschaft und Gesellschaft, Bd. 1. Godesberg 1948, bis heute fortgeführt